# 王庄妃
王莊妃（1523年之后—1553年），名失考，祖籍鎮江府丹徒縣，後移居金陵（南直隸應天府）。錦衣衛帶俸副千戶王繪之姐，明朝明世宗朱厚熜之妃。

## 生平
王氏的出生及入宮時間均無考。嘉靖三十二年（1553年）四月十九日，「未封妃王氏」薨逝，賜號曰莊，詔喪禮依照何睦妃之例辦理。同年九月二十二日，給莊妃之弟錦衣衛帶俸副千戶王繪房價銀一千二百兩。王莊妃與包宜妃、陳靜妃、何睦妃、王麗妃、褚晏妃、張常妃、高和妃、彭安妃合葬同一墓，葬地位於金山紅石口。根據《鎮江府志》的記載，王莊妃祖籍鎮江府丹徒縣，幼年就開始讀書，天性聰穎，擅長詩作。其祖先王甲「以輸官幣」，舉家遷居金陵。嘉靖初年，曾選民間女子入宮。王氏入選後，未獲嘉靖帝臨幸，便作詩自嘆，詩中有「風吹金鎻夜聲多」一句。嘉靖帝看到她的詩後，心生憐憫，召其侍寢，王氏遂受寵愛，被冊封為「貴妃」，掌管西苑仁壽宮的事務。王氏生性恭敬儉樸，曾告誡家族子弟不要驕傲奢侈。孝烈皇后方氏在嘉靖二十六年崩逝後，嘉靖帝有意冊立王氏為皇后，但嘉靖帝寵信的道士陶仲文因「求賄不得」，委婉地勸說皇帝不必冊立與皇后匹敵之位，於是作罷。儘管如此，王氏仍然寵冠後宮，可惜她不到三十歲便去世，賜謚號曰莊妃。王莊妃有四位弟弟：王繼、王繡、王繒、王繪，以妃貴，一人得以入錦衣衛為官。王家將王繒之名上報給嘉靖帝，但嘉靖帝在「繒」字旁邊親筆加上一個「人」字，說：「何不繪也？」王繪因此補宿衛之職，而王繒不久之後就去世。

## 詩作
錢謙益輯《列朝詩集》收錄的王莊妃詩曰：「悶倚雕欄強笑歌，嬌姿無力怯宮羅。欲將舊恨題紅葉，只恐新愁上翠蛾。雨過玉階天色淨，風吹金鎖夜聲多。從來不識君王面，棄置無情奈若何。」內容大意是王氏靠着刻鏤華麗的欄杆上，悶悶不樂，強顏歡笑地歌唱。王氏的身姿嬌弱，讓她在輕薄的宮羅裡感到無助和害怕。她想要把舊時的怨恨題寫在紅葉上，但又擔心新的憂愁會纏上眉頭。雨後，石階上空的天色變得清澈；晚時風吹動金鎖，發出陣陣聲響。王氏思考自己從未見過皇帝的面容，就被他無情地棄置在一旁，應該要怎樣辦呢？而揆叙撰《隙光亭雜識》收錄的版本則稍有不同：「悶倚雕欄強笑歌，嬌姿無力怯宮羅。欲將舊恨題紅葉，只恐新愁上翠蛾。雨過玉階天色淨，風吹金鎖夜涼多。從來不識君王面，棄置其如薄命何。」